# Shonda Rhimes
Shonda Lynn Rhimes (sinh ngày 13 tháng 1 năm 1970) là một nữ biên kịch, nhà sản xuất phim, tác giả người Mỹ.

## Danh sách phim
| Năm       | Tên                                      | Tư cách  | Tư cách  | Tư cách   | Tư cách  |
| Năm       | Tên                                      | Sáng lập | Đạo diễn | Biên kịch | Sản xuất |
| --------- | ---------------------------------------- | -------- | -------- | --------- | -------- |
| 1995      | Hank Aaron: Chasing the Dream            | Không    | Không    | Không     | Không    |
| 1998      | Blossoms and Veils                       | Không    | Có       | Có        | Không    |
| 1999      | Introducing Dorothy Dandridge            | Không    | Không    | Có        | Không    |
| 2002      | Crossroads                               | Không    | Không    | Có        | Không    |
| 2004      | The Princess Diaries 2: Royal Engagement | Không    | Không    | Có        | Không    |
| 2005–nay  | Grey's Anatomy                           | Có       | Không    | Có        | Có       |
| 2007–2013 | Private Practice                         | Có       | Không    | Có        | Có       |
| 2009      | Inside the Box                           | Không    | Không    | Không     | Có       |
| 2009      | Seattle Grace: On Call                   | Có       | Không    | Không     | Có       |
| 2009      | Seattle Grace: Message of Hope           | Có       | Không    | Không     | Có       |
| 2011      | Off the Map                              | Không    | Không    | Không     | Có       |
| 2012      | Gilded Lilys                             | Không    | Không    | Không     | Có       |
| 2012–2018 | Scandal                                  | Có       | Không    | Có        | Có       |
| 2014–nay  | How to Get Away with Murder              | Không    | Không    | Không     | Có       |
| 2016–2017 | The Catch                                | Không    | Không    | Không     | Có       |
| 2017      | Still Star-Crossed                       | Không    | Không    | Không     | Có       |
| 2018–nay  | For the People                           | Không    | Không    | Không     | Có       |
| 2018–nay  | Station 19                               | Không    | Không    | Không     | Có       |